# 袁纯清
袁纯清（1952年3月—），湖南汉寿人，中华人民共和国政治人物。北京大学法律系毕业，中国政法大学法学硕士，湖南大学国际商学院管理学博士學位（在職研究生學歷）。1971年10月加入中国共产党；是中共第十五届中央纪律检查委员会委员、常委，第十六届中央候补委员，十七届、十八届中央委员。曾历任中共西安市委书记，中共陕西省委副书记、省人民政府省长，中共山西省委书记、省人大常委会主任，中央农村工作领导小组副组长等职。

## 生平

### 早年经历
袁纯清出生在湖南汉寿县百禄桥镇；13岁时，进入汉寿县第一中学学习。“文革”开始后，学校停课，袁纯清被迫回乡务农。1971年10月至1977年2月间，他先后在家乡汉寿县和常德地区的公安局工作。1977年初，被推荐入北京大学法律系成为最后一期工农兵学员，是李克强的学长。在北大学习期间，袁纯清曾任共青团北京大学副书记，北大学生会主席，全国学联副主席等职务。

### 共青团中央
袁纯清于1980年初自北大法律系毕业，并进入共青团中央工作。在团中央任职期间，袁历任学校部干事、副处长，学联办公室主任，学校部副部长、部长；团中央书记处书记，全国学联秘书长、全国少工委主任，全国青联副主席，团中央机关党委书记等职。共在共青团中央工作了十七年。
在此期间，袁纯清先后于1990年，获中国政法大学的法学硕士学位；1997年又获湖南大学国际商学院的管理学博士学位（在職研究生學歷）。1993年3月，他还当选为第八届全国政协委员，兼任全国政协社会与法制委员会常务副主任委员。

### 中央纪委
1997年10月开始，袁纯清在中共十五届一中全会上当选为中央纪委常委兼秘书长。曾经轰动一时的厦门“远华走私案”就是由他作为新闻发言人对外公布的。1999年4月到2001年5月间，袁纯清又在北京大学经济学院从事理论经济学博士后研究工作。

### 陕西省
2001年3月，袁纯清被外放陕西，出任中共陕西省委副书记；2004年1月起，又兼任中共西安市委书记的职务。在任期间，2005年2月，西安市推出了《西安国际化、市场化、人文化、生态化发展报告》，以白皮书的形式向社会报告西安的“发展理念”。而此前，袁纯清又被列为“全国受到关注的市委书记”之一。2006年6月，袁纯清接替已调中央工作的陈德铭，出任陕西省人民政府代省长；次年2月3日，在第十届陕西省人民代表大会第五次会议上，正式当选为陕西省省长。 

### 山西省
2010年5月31日，中共中央宣布，袁纯清接任中共山西省委书记。7月起，兼任山西省人大常委會主任。
因任职期间山西省发生严重腐败问题，2014年9月，袁纯清被免去山西省委书记职务，转任中央农村工作领导小组副组长。2017年10月，不再担任中央农村工作领导小组副组长职务。

## 学术著作
- 《中外改革与发展概览》
- 《论我国小型经济的体制转型》
- 《共生理论—兼论小型经济》，1998年5月经济科学出版社出版，ISBN 7-505-813919
- 《金融共生理论与城市商业银行改革》，2002年9月商务印书馆出版，ISBN 7-100-034477